# 라카원섬

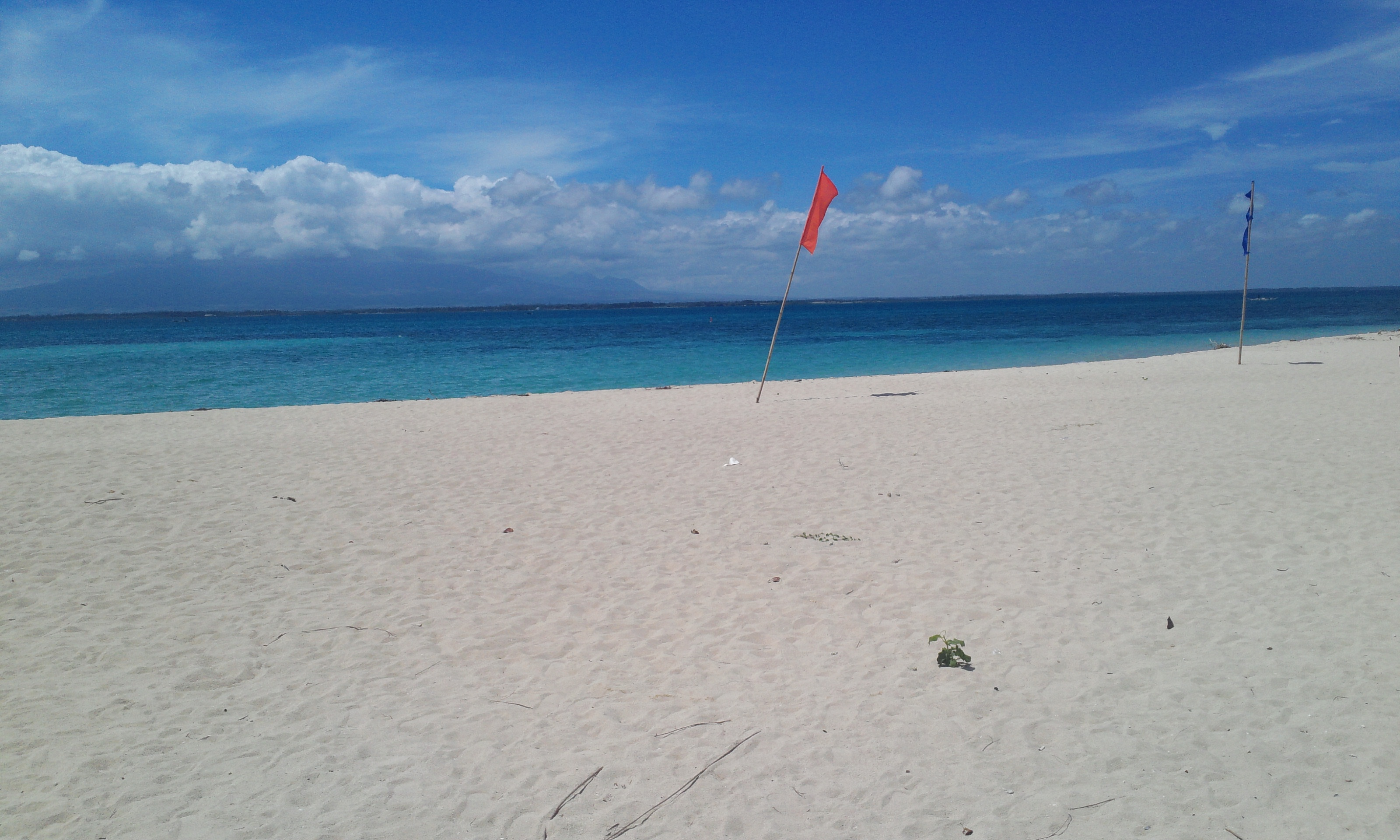
라카원섬 화이트 비치

라카원섬(타갈로그어: Lakawon)은 필리핀 서비사야스 지방의 서네그로스주 카디스에 위치한 섬이다. 면적은 약 13헥타르이고 바나나 모양으로 생겼다. 백사장 때문에 내국인, 외국인 모두에게 인기 있는 관광지다.

## 특징
라카원섬은 서네그로스주의 주도인 바콜로드에서 북쪽으로 약 48 km 떨어져있다. 섬으로는 카디스 해안에서 보트로 접근할 수 있으며, 시간은 약 20분 정도 소요된다.

## 사진

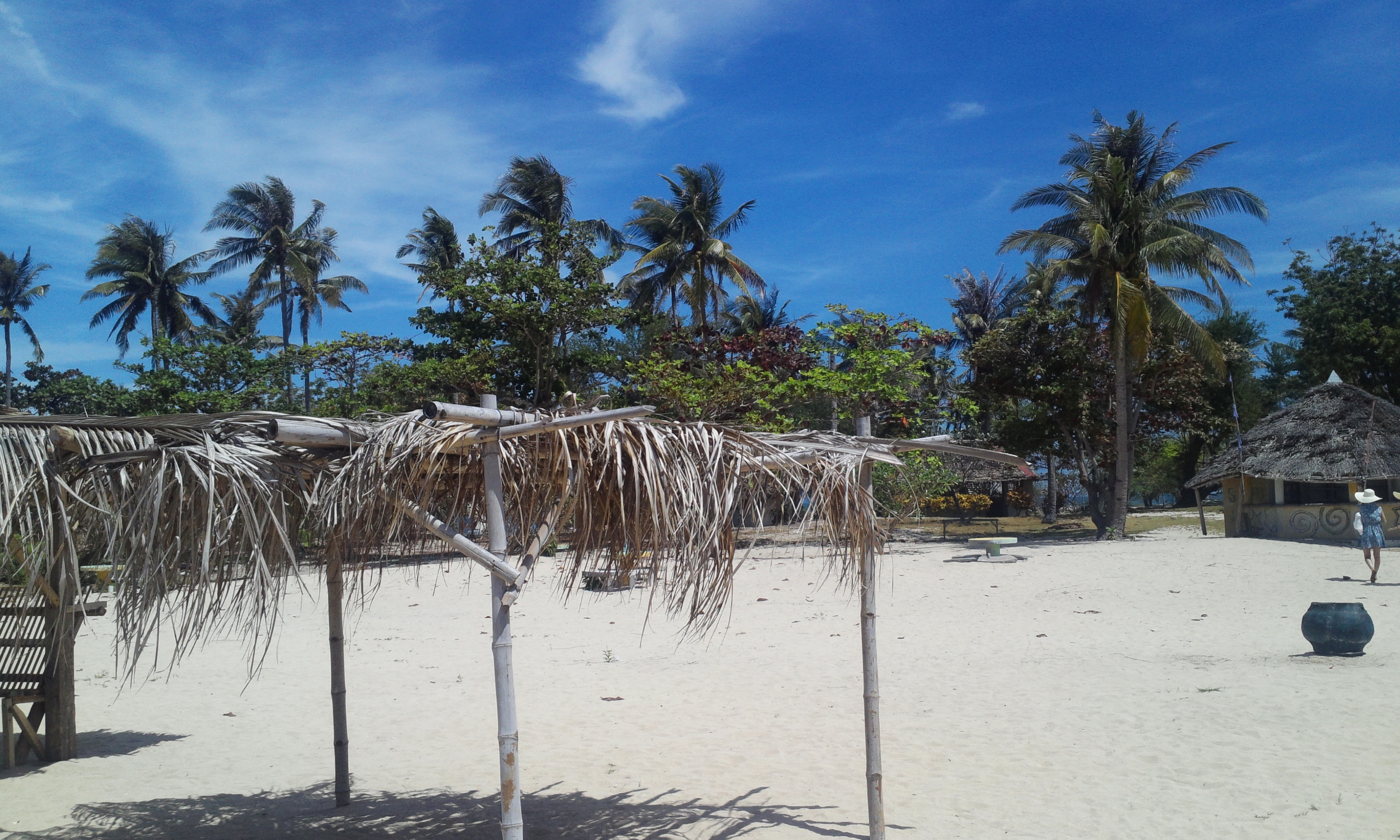
라카원섬의 오두막